# Дітріх Георг фон Кізер
Дітріх Георг фон Кізер (нім. Dietrich Georg von Kieser; 24 серпня 1779 — 11 жовтня 1862) — один із відомих представників натурфілософського напрямку в медицині.
Вивчав медицину у Вюрцбургу і Геттингені. З 1812 року (з перервою на 1814—1817роки, коли Кізер служив військовим лікарем) був професором у Йені. Найвідоміша його праця присвячена психічним захворюванням («Elemente der Psychiatrik», 1855). Крім того, Кізер — фахівець з внутрішніх хвороб. У 1817—1824 рр. випускав журнал «Архів тваринного магнетизму» (нім. «Archiv für den thierischen Magnetismus»).
Кізер був громадським і політичним діячем, членом парламента у Веймарі, а в 1844—1848 його віце-президентом.

## Праці
- Zeitschrift Archiv für den thierischen Magnetismus (Journal Archive for Animal Magnetism); (1817 ff)
- Elemente der Physiatrik (Elements of the Physiatric); (1855)
- Grundzüge der Anatomie der Pflanzen (General Outline of Plant Anatomy); (1815)
- Grundzüge der Pathologie und Therapie des Menschen (General Outline of Pathology and Therapy of Humans); (1812)
- Über die Emancipation des Verbrechers im Kerker (On the Emancipation of the Criminal in Prison); (1845)
- Von den Leidenschaften und Affecten (1848)